# Club Baloncesto Lucentum Alicante 2005-2006
Questa voce raccoglie le informazioni riguardanti il Club Baloncesto Lucentum Alicante nelle competizioni ufficiali della stagione 2005-2006.

## Stagione
La stagione 2005-2006 del Club Baloncesto Lucentum Alicante è la 5ª nel massimo campionato spagnolo di pallacanestro, la Liga ACB.
All'inizio della nuova stagione la Federazione decise di abolire la distinzione riguardo ai giocatori comunitari, estendendo la classificazione a tutti i Paesi appartenenti alla FIBA Europe.

## Roster
Aggiornato al 25 novembre 2021.
| Etosa Alicante 2005-06 | Etosa Alicante 2005-06 |
| Giocatori              | Staff tecnico          |
| ---------------------- | ---------------------- |

| N. | Naz.                                       | Ruolo | Nome              | Anno | Alt.   | Peso   |  |
| -- | ------------------------------------------ | ----- | ----------------- | ---- | ------ | ------ |  |
| 4  | Spagna (bandiera)                          | P     | Berni Hernández   | 1975 | 189 cm |        |  |
| 5  | Stati Uniti (bandiera) · Svezia (bandiera) | P     | Doremus Bennerman | 1972 | 180 cm | 76 kg  |  |
| 6  | Stati Uniti (bandiera)                     | G     | Jimmie Hunter     | 1977 | 195 cm | 88 kg  |  |
| 7  | Spagna (bandiera)                          | AP    | Lucio Angulo      | 1973 | 198 cm | 93 kg  |  |
| 8  | Francia (bandiera)                         | AP    | Alain Digbeu      | 1975 | 198 cm | 95 kg  |  |
| 9  | Spagna (bandiera)                          | C     | Javier Lucas      | 1986 | 205 cm |        |  |
| 10 | Argentina (bandiera) · Italia (bandiera)   | AG    | Áxel Weigand      | 1985 | 200 cm |        |  |
| 12 | Spagna (bandiera)                          | P     | Nacho Rodríguez   | 1970 | 186 cm | 84 kg  |  |
| 14 | Spagna (bandiera)                          | C     | Oriol Junyent     | 1976 | 208 cm | 112 kg |  |
| 15 | Spagna (bandiera)                          | C     | Iñaki de Miguel   | 1973 | 205 cm | 100 kg |  |
| 23 | Stati Uniti (bandiera)                     | AC    | Johnny Taylor     | 1974 | 206 cm | 100 kg |  |
| 31 | Stati Uniti (bandiera)                     | AG    | Britton Johnsen   | 1979 | 208 cm | 95 kg  |  |
| 40 | Stati Uniti (bandiera)                     | AC    | Larry Lewis       | 1969 | 201 cm | 102 kg |  |
| 41 | Croazia (bandiera)                         | C     | Bruno Šundov      | 1980 | 221 cm | 120 kg |  |
| -  | Spagna (bandiera)                          | G     | Raúl Lázaro       | 1987 | 194 cm |        |  |

| Allenatore                                                                          |
| - Trifón Poch                                                                       |
| Assistente/i                                                                        |
| - Pepe Rodríguez - Oscar Urios Legenda - (C) Capitano - (IN) Inattivo - Infortunato |

## Mercato

### Sessione estiva
| Acquisti | Acquisti          | Acquisti        | Acquisti   | Acquisti |
| R.a      | Nome              | da              | Modalità   |          |
| -------- | ----------------- | --------------- | ---------- | -------- |
| P        | Doremus Bennerman | Olympia Larissa | definitivo |          |
| AG       | Britton Johnsen   | Idaho Stampede  | definitivo |          |
| C        | Bruno Šundov      | N.Y. Knicks     | definitivo |          |

| Cessioni | Cessioni         | Cessioni    | Cessioni       | Cessioni |
| R.       | Nome             | a           | Modalità       |          |
| -------- | ---------------- | ----------- | -------------- | -------- |
| A        | Quincy Lewis     | Olympiakos  | fine contratto |          |
| GA       | Héctor García    | Real Madrid | fine contratto |          |
| AC       | Luis Gruber      | Castelló    | fine contratto |          |
| C        | Roberto Morentin | Gijón       | fine contratto |          |

### Dopo l'inizio della stagione
| Acquisti | Acquisti      | Acquisti        | Acquisti      | Acquisti   |
| R.       | Nome          | da              | Data          | Modalità   |
| -------- | ------------- | --------------- | ------------- | ---------- |
| AC       | Johnny Taylor | Free agent      | dicembre 2005 | definitivo |
| G        | Jimmie Hunter | Gary Steelheads | 10 marzo 2006 | definitivo |

| Cessioni | Cessioni          | Cessioni    | Cessioni     | Cessioni       |
| R.       | Nome              | a           | Data         | Modalità       |
| -------- | ----------------- | ----------- | ------------ | -------------- |
| AC       | Johnny Taylor     | Free agent  | gennaio 2006 | fine contratto |
| AG       | Britton Johnsen   | Free agent  | marzo 2006   | rescissione    |
| P        | Doremus Bennerman | Pall. Cantù | marzo 2006   | rescissione    |